# 加瀬和俊
加瀬 和俊（かせ かずとし、1949年10月17日 - 2023年1月13日）は、日本の経済学者、歴史学者。専門は近代日本経済史（雇用・失業問題、農業史）、水産経済学。農学博士（東京大学、1988年）。

## 略歴

### 学歴
- 1968年3月：千葉県立千葉高等学校卒業
- 1972年
  - 3月：東京大学経済学部卒業
  - 4月：東京大学大学院経済学研究科修士課程入学
- 1974年
  - 3月：同上修了
  - 4月：東京大学大学院経済学研究科博士課程進学
- 1975年6月：同上中途退学

### 職歴
- 1975年7月：東京水産大学水産学部助手
- 1979年10月：同上講師
- 1987年2月：同上助教授
- 1991年4月：東京大学社会科学研究所助教授
- 1994年4月：同上教授
- 2015年4月：帝京大学経済学部地域経済学科教授

## 著書

### 単著
- 『沿岸漁業の担い手と後継者 就業構造の現状と展望』（成山堂書店、1988年）
- 『集団就職の時代 高度成長のにない手たち』（青木書店、1997年）
- 『戦前日本の失業対策 救済型公共土木事業の史的分析』（日本経済評論社、1998年）
- 『「漁港法」の誕生 漁港法制定過程の実証的研究』（全国漁港協会、2000年）
- 『失業と救済の近代史』（吉川弘文館、2011年）

### 編著
- 『日本漁業の再編過程 第10次漁業センサス分析』（農林統計協会、2001年）
- 『長期不況下の地方経済と地方行財政』（東京大学社会科学研究所、2004年）
- 『わが国水産業の再編と新たな役割 2003年（第11次）漁業センサス分析』（農林統計協会、2006年）
- 『戦前日本の食品産業 1920～30年代を中心に』（東京大学社会科学研究所、2009年）
- 『沿岸漁業における漁家世帯の就業動向に関する実証的研究』（東京水産振興会、2009年）

### 共編
- （広吉勝治）『漁業管理研究　限られた資源を生かす道』（成山堂書店、1991年）
- （広吉勝治・馬場治）『アジア漁業の発展と日本　漁業大国から国際連帯へ』（農山漁村文化協会、1995年）
- （杉田くるみ）『国際比較の中の失業者と失業問題 日本・フランス・ブラジル』（東京大学社会科学研究所、2006年）

### 共編著
- （西田美昭）『高度経済成長期の農業問題 戦後自作農体制への挑戦と帰結』（日本経済評論社、2000年）
- （田端博邦）『失業問題の政治と経済』（日本経済評論社、2000年）

### 刊行史料
- 『戦前期失業統計集成』全7巻（本の友社、1997年）
- 農林省統計調査部編『世界農業センサス市町村別統計表（一九五〇年）』全15巻・別巻1（ゆまに書房、2009年）
- 『労働事情1 調査史資料』全18巻・別冊1＜東京大学社会科学研究所蔵「糸井文庫」シリーズ　文書・図書資料編1＞（近現代資料刊行会、2010年）